# Love Story (tiểu thuyết)
Love Story là cuốn tiểu thuyết lãng mạn của nhà văn người Mỹ Erich Segal. Câu chuyện ban đầu là từ một kịch bản phim mà Segal viết và ngay lập tức nhận được sự tán thành của hãng phim Paramount Pictures. Paramount đã đề nghị Segal sửa lại câu chuyện thành dạng tiểu thuyết để duyệt trước nội dung phim. Cuốn tiểu thuyết ra mắt đúng ngày Lễ tình nhân, 14 tháng 2 năm 1970.
Từng phần của truyện ban đầu được đăng trên tạp chí The Ladies' Home Journal. Love Story trở thành tác phẩm bán chạy nhất trong năm 1970 tại Mỹ và được dịch ra hơn 20 ngôn ngữ. Cuốn sách xếp thứ nhất suốt 41 tuần trong Danh sách bán chạy nhất của tờ New York Times. Phần tiếp theo của tiểu thuyết có tên Oliver's Story xuất bản năm 1977. Cuốn tiểu thuyết được chuyển thể thành phim điện ảnh cùng tên ra mắt ngày 16 tháng 12 năm 1970. Điện ảnh Bollywood Ấn Độ cũng đã chuyển thể thành bộ phim có tựa đề Ankhiyon Ke Jharokhon Se

## Nội dung
Love Story là chuyện tình lãng mạn, khôi hài nhưng bi thương. Chuyện kể về hai sinh viên đại học yêu nhau vượt qua những sự bất hạnh mà họ gặp phải trong cuộc đời: Oliver Barrett IV, sinh viên Harvard, người thừa kế gia sản của dòng họ Barrett và Jennifer Cavilleri, cô con gái lanh lợi của một người thợ làm bánh ở Rhode Island. Oliver (Ollie) được định sẵn sẽ tiếp quản đế chế kinh doanh của cha mình trong khi Jennifer (Jenny) đang theo học ngành âm nhạc tại Radcliffe College và dự định sang Paris du học. Dù đến từ hai thế giới khác biệt song Oliver và Jenny ngay lập tức thu hút lẫn nhau và tình yêu của họ ngày một sâu sắc.
Khi tốt nghiệp đại học, hai người quyết định kết hôn, chống lại những mong ước của cha Oliver, ông ngay lập tức cắt đứt mọi quan hệ với con trai mình. Không có tiền hỗ trợ, cặp đôi phải vật lộn để trả chi phí theo học Trường Luật Harvard cho Oliver bằng việc phải làm giáo viên tại trường tư.
Với kết quả tốt nghiệp đứng thứ 3 trong lớp, Oliver nhận được vài lời mời làm việc và đảm nhận một vị trí tại một hãng luật khá lớn tại New York. Jenny hứa sẽ cũng đi với Oliver đến bất cứ nơi nào ở bờ Đông nước Mỹ. Cả hai chuyển tới thành phố New York City, hạnh phúc vì giờ đây có nhiều thời gian ở bên nhau so với việc phải đi học và đi làm. Với thu nhập mới của Oliver, cặp đôi 24 tuổi quyết định sẽ sinh con. Sau khi Jenny mãi không thể có thai, họ tìm đến chuyên gia y tế để làm các xét nghiệm nhiều lần và được thông báo rằng Jenny đã mắc bệnh bạch cầu và không sống được bao lâu nữa.
Theo lời của bác sĩ, Oliver cố gắng sống như bình thường mà không nói cho Jenny biết về tình trạng của cô. Nhưng Jenny vẫn phát hiện ra sự thật sau khi trực tiếp gặp bác sĩ để hỏi về bệnh tình của mình. Cuộc sống chỉ tính bằng từng ngày, Jenny bắt đầu một đợt điều trị tốn kém và Oliver không còn đủ khả năng chi trả viện phí. Không còn cách nào nên anh đành tìm đến sự hỗ trợ tiền bạc của cha mình mà không nói cho cha biết sự thật.
Trên giường bệnh, Jenny đã bàn bạc với cha cô về việc tổ chức tang lễ và hỏi ý kiến Oliver. Cô khuyên anh đừng tự trách cứ mình và hãy ôm cô thật chặt trước khi chết. Cha Oliver khi biết bệnh tình của Jenny và việc con trai mượn tiền để lo cho cô thì đã ngay lập tức đặt vé bay đến New York. Khi ông tới được bệnh viên thì Jenny đã qua đời. Ông Barrett đã xin lỗi con trai và đáp lại điều mà Jenny từng nói với anh: "Tình yêu nghĩa là không phải nói lời hối tiếc..." và quỵ ngã trong vòng tay ông.

## Nhận định
Chính trị gia, Al Gore từng thừa nhận nội dung tác phẩm dựa trên câu chuyện về cuộc đời ông khi ở Harvard; năm 1997 Segal đã giải thích rằng "Chỉ có hàng trang là tình cảm gia đình của người anh hùng lãng mạn...được lấy cảm hứng từ một Al Gore thời trẻ. Nhưng thật sự thì chính là người bạn cùng phòng ký túc xá của Al là Tommy Lee Jones mới là nguồn cảm hứng cho một phần tính cách của nhân vật, đó là một con ngựa nhạy cảm, một vận động viên nam nhi có tâm hồn của một nhà thơ. Gore đến Harvard năm 1968, khi đó anh ta ở đó vào ngày nghỉ phép. Dù có những lời tuyên bố thì cuốn sách cơ bản chính là phần cập nhật từ tiểu thuyết Trà hoa nữ của văn hào Alexandre Dumas con, cũng là cơ sở của vở nhạc kịch La Traviata của Verdi.